# Anton Felix Napp-Zinn
Anton Felix Napp-Zinn (* 11. März 1899 in Mainz; † 12. November 1965 ebenda) war ein deutscher Verkehrswissenschaftler.

## Werdegang
Anton Felix Napp-Zinn, der am Ersten Weltkrieg als Leutnant teilgenommen hatte, studierte ab 1919 Staats- und Wirtschaftswissenschaften in Heidelberg, Frankfurt am Main sowie in Köln. Dort wurde er 1921 promoviert und bis 1923 am Institut für Verkehrswissenschaft der Kölner Universität als Assistent beschäftigt. Anschließend übernahm er als Verkehrsreferent der Deutschen Delegierten bei der Interalliierten Binnenschifffahrtskommission in Köln eine Tätigkeit, die seiner Habilitation in Köln 1925 (mit einer Schrift über die "Rheinschiffahrt") zugutekam. Napp-Zinn wurde daraufhin zum Leiter des Instituts für Verkehrswissenschaft ernannt und lehrte fortan als Privatdozent, ab 1930 als nicht-beamteter außerordentlicher Professor an der Kölner Universität.
Von 1933 bis 1935 war Napp-Zinn Mitglied im rechtsgerichteten Stahlhelm, Bund der Frontsoldaten. Seine Stellung zum Nationalsozialismus erscheint ambivalent. Seit dessen Einrichtung 1935 gehörte er dem verkehrswissenschaftliche Forschungsrat beim Reichsverkehrsministerium an. Mit pro-nationalsozialistischen Schriften habe er die Gleichschaltung der Universität Köln vorangetrieben, lautete der Vorwurf, der 1946 seine Wiederbeschäftigung an der Universität Köln verhinderte; zudem habe er nur aufgrund seiner Ehefrau nicht der NSDAP beitreten können. Aus genau diesem Grund aber, wegen "nichtarischer Abstammung der Ehefrau", wurde Napp-Zinn nach einem längeren Vorgang 1938 aus dem Staatsdienst entlassen. Die Entfernung aus der Universität hinderte ihn jedoch nicht daran, auch während des Zweiten Weltkriegs weiterhin wissenschaftliche Beiträge zu publizieren. Den Lebensunterhalt in dieser Zeit sicherte eine Anstellung als Archivar bei der Gutehoffnungshütte, Aktienverein für Bergbau und Hüttenbetrieb.
Nach dem Zusammenbruch des NS-Regimes setzte Napp-Zinn seine akademische Karriere fort. Ab 1946 lehrte er – nun als ordentlicher Professor – an der Rechts- und Wirtschaftswissenschaftlichen Fakultät der Universität Mainz, als deren Dekan er 1948/49 fungierte. Von 1956 bis zur Emeritierung 1965 war er an der Universität Frankfurt am Main tätig.
Einfluss auf die Entwicklung seiner Disziplin übte Napp-Zinn auch durch sein Engagement für die "Zeitschrift für Verkehrswissenschaft" aus, bei der er als Herausgeber (1925–1938) und als einer der Mitherausgeber (1948–1965) tätig war.

## Werke (Auswahl)
- Johann Friedrich von Pfeiffer (1718–1787) und die Kameralwissenschaft an der Universität Mainz. Diss. Universität Köln, 1921.
- Rheinschiffahrt 1913–1925. Ihre wirtschaftliche Entwicklung unter dem Einfluss von Weltkrieg und Kriegsfolgen. Springer, Berlin 1925.
- Grundbegriffe des Verkehrs. In: Zeitschrift für Verkehrswissenschaft. Band 18, Nr. 4, 1942/43, S. 201–233. (Digitalisat)
- Verkehrswissenschaft. Gegenstand und Gliederung. In: Zeitschrift für Verkehrswissenschaft. Band 20, Nr. 1, 1948/49, S. 2–20. (Digitalisat)
- Johann Friedrich von Pfeiffer und die Kameralwissenschaften an der Universität Mainz (= Beiträge zur Geschichte der Universität Mainz. 1). Steiner, Wiesbaden 1955.
- Verkehrswissenschaft (= Veröffentlichungen des Forschungsinstituts für Wirtschaftspolitik an der Universität Mainz. 23). Quelle & Meyer, Heidelberg 1968.